# Zschornewitz
Zschornewitz là một đô thị thuộc huyện Wittenberg, bang Saxony-Anhalt, Đức.

## Dân số
| Năm  | Inhabitants |
| ---- | ----------- |
| 1990 | 3,736       |
| 2000 | 3,072       |
| 2004 | 2,957       |